# Tarasij (Perov)
Tarasij (světským jménem: Ilja Alexandrovič Perov; * 7. ledna 1976, Murmansk) je ruský duchovní Ruské pravoslavné církve a biskup severomorský a umbský.

## Život
Narodil se 7. ledna 1976 v Murmansku.
Po dokončení střední školy č. 34 nastoupil na Murmanský státní pedagogický institut a následně na Severozápadní statní akademii služeb.
Od 1. září 2004 byl oltářníkem katedrálního chrámu svatého Mikuláše. Dne 28. října byl arcibiskupem murmanským a močegorským Simonem (Geťou) postřižen na monacha se jménem Tarasij na počest svatého Tarasia Konstantinopolského a 12. listopadu byl rukopoložen na jerodiákona. Dne 28. prosince byl rukopoložen na jeromonacha.
Po vysvěcení sloužil v chrámu svatého Mikuláše. Dne 25. dubna 2005 mu bylo uděleno právo nosit nabedrennik. Od stejného roku studoval na Pravoslavné humanitní univerzitě svatého Tichona, kterou dokončil roku 2009. Byl vedoucím kurzů katecheze.
Roku 2016 dokončil studium Petrohradské duchovní akademie a 1. března byl ustanoven klerikem Feodoritovského archijerejského podvorje v Murmansku.
Dne 9. března 2017 jej Svatý synod zvolil biskupem velikousťugským a totěmským. Dne 17. března byl povýšen na archimandritu. Biskupská chirotonie proběhla 2. května v Pokrovském monastýru v Moskvě. Hlavním světitelem byl patriarcha moskevský a celé Rusi Kirill. Tuto funkci vykonával do 4. dubna 2019, kdy byl jmenován biskupem severomorským a umbským.